# Вторые Вурманкасы (Второвурманкасинское сельское поселение)
Вторы́е Вурманкасы́ (чув. Вӑрманкас Кӗҫтемӗр) — деревня в Цивильском районе Чувашской Республики. Административный центр Второвурманкасинского сельского поселения.

## География
Находится в северной части Чувашии на расстоянии приблизительно 7 км на северо-запад по прямой от районного центра города Цивильск.

## История
Известна с 1858 года как околоток деревни Янорсово. В 1897 году учтено 243 жителя, 1926 — 48 дворов, 193 жителя, 1939—196 жителей, 1979—397 жителей. В 2002 году 247 дворов, 2010—243 домохозяйства. В период коллективизации был организован колхоз «Трактор», в 2010 работало КФХ «Хорошавин».

## Население
Постоянное население составляло 825 человек (чуваши 95 %) в 2002 году, 737 в 2010.